# 安平盧經堂厝
23°00′01″N 120°09′37″E / 23.0002941°N 120.1601440°E
安平盧經堂厝 ，即是王城西盧宅。為清末、日治初、中期安平富商盧經堂之宅，2006年7月市政府完成規劃設計，其建築形式有別於澎湖、金門、安平地區一般民宅平頂構造形式，於台灣傳統建築史上為重要史料，現為盧經堂之後代擁有。安平地區有俚語「有躼旗富，無躼旗厝」來形容此宅之大，而「躼旗」一詞是因盧經堂身材高大而有的稱呼。

## 歷史

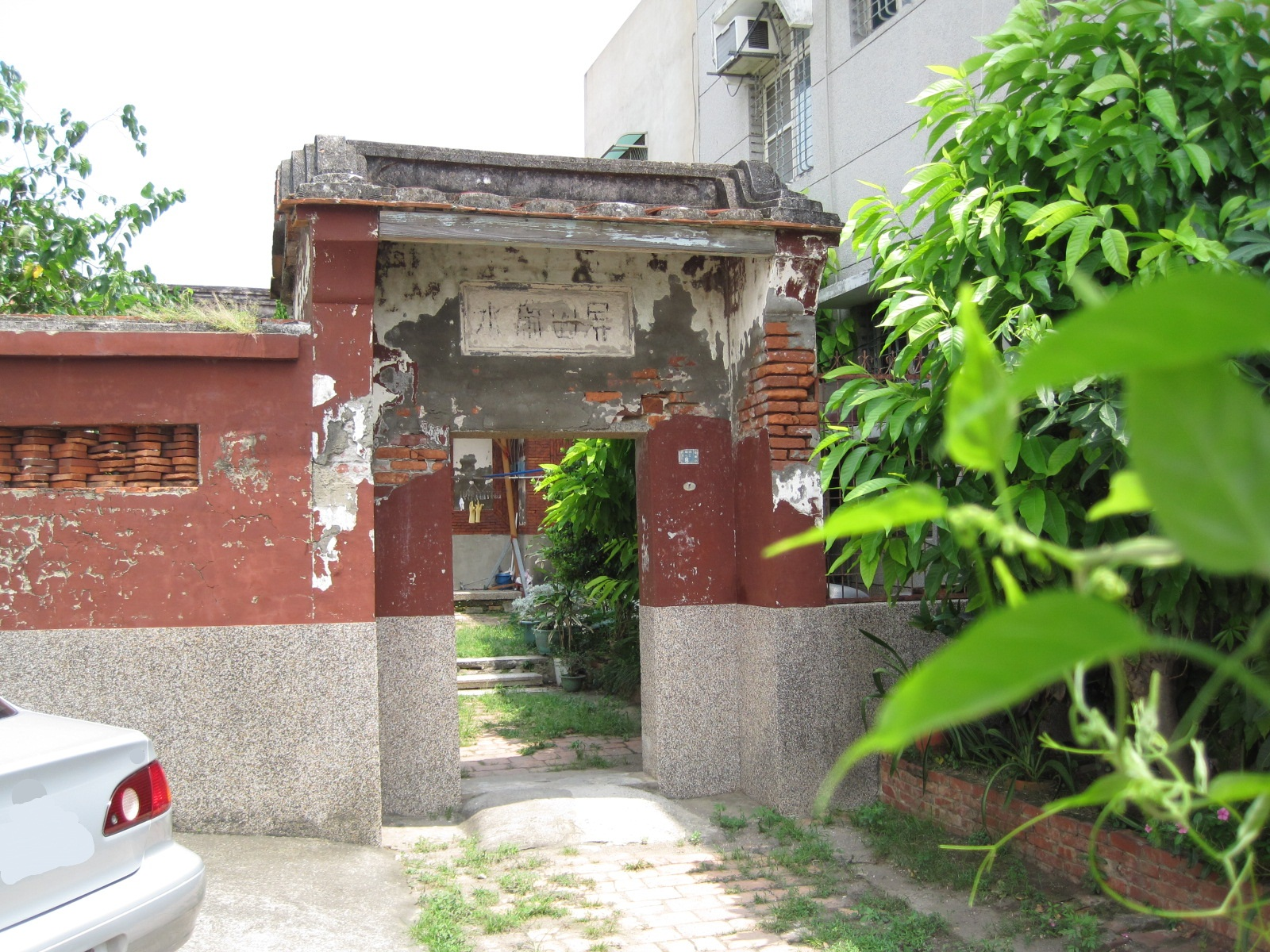
盧經堂厝牆門
（2010年8月）

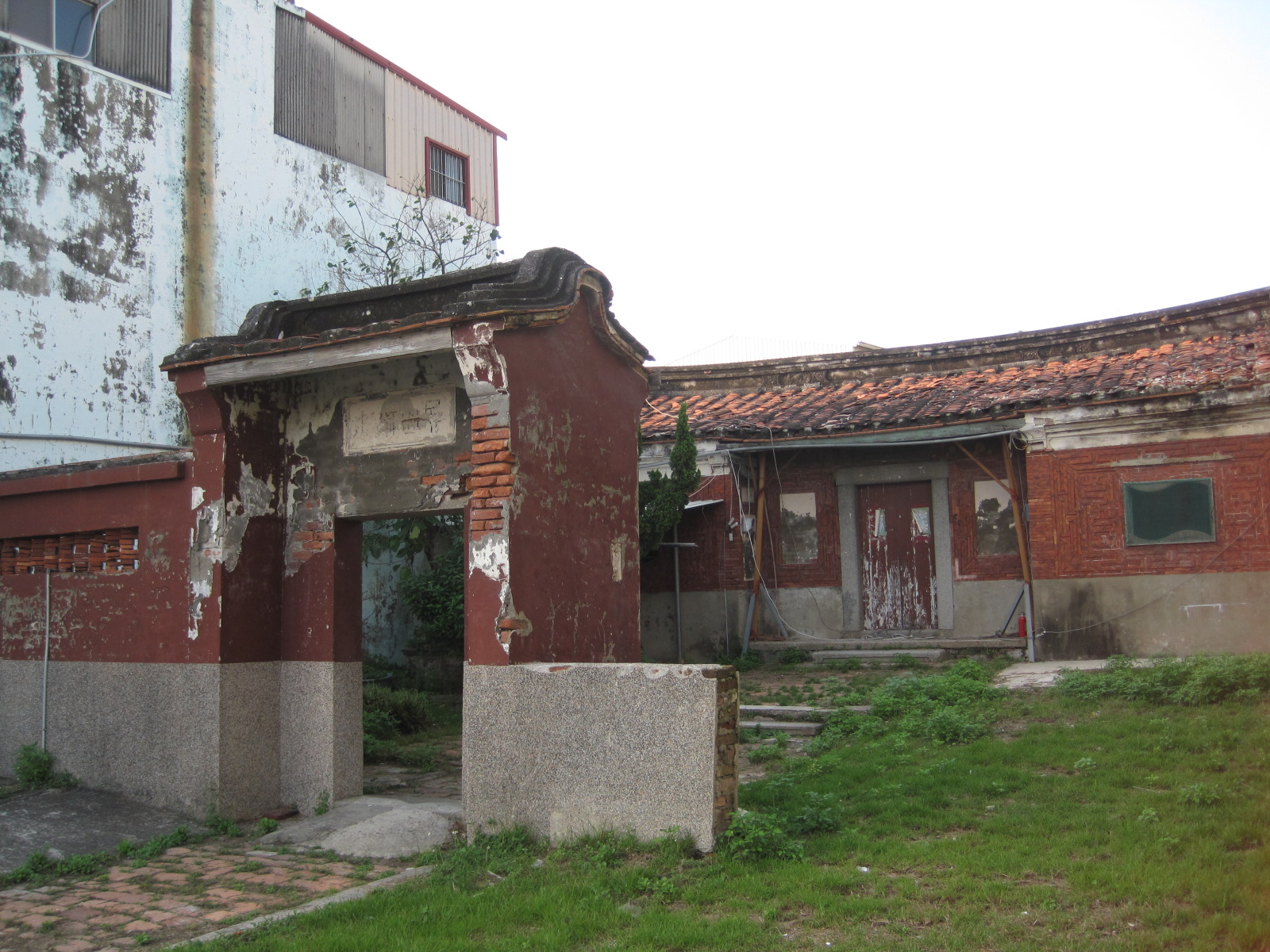
盧經堂厝外觀
（2011年11月）

起初由盧德謙先生（盧經堂之父）興建，傳至 盧經堂時擴為三落大厝，三落大厝為當地望族或官員才有的大宅。此宅興建年代說法分紜，不過據建築形式、材料及盧氏經商寶號木匾「豐源」上之壬寅年號推斷，應為日治時代明治年間所建。

## 價值
盧宅現存為四合院，為漢民族之代表建築。建築前尚有一牆門，門額書有「屏山帶水」及「座對薰風」為安平最精美的牆門之一。前廳木構精美，門上有「范陽衍慶」堂號，內懸「豐源」商號匾。正廳供奉祖先牌位，並有盧經堂遺像，正廳兩側房間設有夾層，頗為別緻。2003年5月台南市政府指定為市定古蹟。

## 連結
- 安平盧經堂厝的Facebook專頁